# Pokomo (popolo)
I Pokomo sono un popolo bantu del Kenya diffuso lungo le rive meridionali del fiume Tana.

## Origine
Secondo la tradizione del popolo Pokomo, tramandata oralmente, la loro area di origine sarebbe un luogo denominato Shungwaya dal quale emigrarono sino a raggiungere i luoghi di stanziamento attuale. Shungwaya è un nome che ricorre nella tradizione orale di diversi popoli bantu e pur non essendo stato ancora identificato con esattezza dagli studiosi, si ritiene che fosse una zona compresa nell'attuale area di confine tra Kenya e Somalia.

## Diffusione
Secondo il censimento del 2019 la popolazione kenyana di etnia pokomo ammontava a 112 075 individui.